# سانچز وات
سانچز وات (انگلیسی: Sanchez Watt؛ زادهٔ ۱۴ فوریهٔ ۱۹۹۱) یک بازیکن فوتبال اهل بریتانیا است.